# 24 Minuti
24 Minuti var en Italiensk gratisavis, udgivet af Il Sole 24 Ore i byerne Rom og Milano i samarbejde med Il Sole 24 Ore Radiocor.
Det første nummer blev udsendt i 2006, og avisen var den første gratisavis der forsøgte at henvende sig til læsere blandt overklassen i Italien. Ejerne var dog nødsaget til at lukke avisen med udgangen af marts 2009 på grund af svigtende annonceindtægter foranlediget af finanskrisen. 
1. ↑  Navnet er anført på engelsk og stammer fra Wikidata hvor navnet endnu ikke findes på dansk.